# Мирное (Белозёрская поселковая община)
Ми́рное (укр. Мирне; до 2016 г. — Черво́ный Подо́л) — посёлок в Белозёрской поселковой общине Херсонского района Херсонской области Украины.
Почтовый индекс — 75014. Телефонный код — 5547. Код КОАТУУ — 6520385806.

## Население
Население по переписи 2001 года составляло 143 человека.

### Языковой состав
Родной язык населения по данным переписи 2001 года:
| Язык       | Численность, чел. | Доля     |
| ---------- | ----------------- | -------- |
| Украинский | 132               | 92,31 %  |
| Русский    | 7                 | 4,89 %   |
| Молдавский | 2                 | 1,40 %   |
| Другое     | 2                 | 1,40 %   |
| Итого      | 143               | 100,00 % |

## Местный совет
75014, Херсонская обл., Белозёрский р-н, пос. Миролюбовка, ул. Зелёная, 24